# Качан Роман Атаназійович
Качан Роман Атаназійович (Псевдо: «Гар», «Гроза», «Жук», «Івась», «Мазепа», «Папа», «Славко», «Чорний», «Шило», «Юрко»; 30 березня 1920, с. Корсів Бродівського повіту Тернопільського воєводства — 3 грудня 1949, в лісі між с. Поляни та х. Копанка, Жовківський район, Львівська область) — лицар  Бронзового хреста бойової заслуги УПА.

## Життєпис
Освіта — неповна середня. Активний діяч товариств «Просвіта» і «Луг» у Корсові. 
Член ОУН з 1930-х рр. У серпні 1940 р. пройшов військовий вишкіл. Керівник Корсівського підрайонного проводу ОУН на Брідщині (1940—1943). 
Стаж роботи в СБ — 5 років. Пройшов 2,5-місячний теоретичний і практичний вишколи в осередку Миколи Арсенича — «Михайла». Комендант ВПЖ куреня «Макса» (весна 1944 — 08.1944), референт СБ Золочівського (08.1944 — осінь 1946), Львівського (осінь 1946 — 09.1947) та Сокальського (09.1947-12.1949) окружних проводів ОУН. Підірвався на замінованій криївці. Поручник СБ (22.01.1948) з датою старшинства 22.01.1948 р.

## Нагороди
- Згідно з Наказом військового штабу воєнної округи 2 «Буг» ч. 1/48 від 10.09.1948 р. поручник СБ Роман Качан — «Гроза» нагороджений Бронзовим хрестом бойової заслуги УПА.

## Вшанування пам'яті
- 15.02.2018 р. від імені Координаційної ради з вшанування пам'яті нагороджених Лицарів ОУН і УПА у м. Броди Львівської обл. Бронзовий хрест бойової заслуги УПА (№ 048) переданий на зберігання у Бродівський історико-краєзнавчий музей.